# Fossilworks Paleobiology Database
A Base de Dados Paleobiológica (em inglês:  Fossilworks Paleobiology Database, PaleoDB ou Fossilworks) é uma fonte de informação on line para a distribuição e classificação de animais, plantas e microorganismos fósseis.

## História
A base de dados foi fundada no ano 2000 pela Fundação Nacional da Ciência e o Conselho de Investigação Australiano (em inglês:  Australian Research Council). Desde 2000 até 2012 teve sede junto do National Center for Ecological Analysis and Synthesis, um centro interdisciplinar de investigação com a colaboração da Universidade da Califórnia. Actualmente a sus sede encontra-se na Universidade de Macquarie, funcionando sob a supervisão de um comité internacional formado pelos investigadores que contribuem com mais dados para a base.

## Investigadores
Lista parcial dos investigadores que contribuem:
- Martin Aberhan, Museum für Naturkunde
- John Alroy, Universidade de Macquarie
- Chris Beard, Museu Carnegie de História Natural
- Kay Behrensmeyer, Instituto Smithsoniano
- David Bottjer, Universidade do Sul da Califórnia
- Richard Butler, Bayerische Staatssammlung für Paläontologie und Geologie
- Matt Carrano, Instituto Smithsoniano
- Fabrizio Cecca, Universidade Pierre e Marie Curie
- Matthew Clapham, Universidade da Califórnia em Santa Cruz
- Bill DiMichele, Instituto Smithsoniano
- Michael Foote, Universidade de Chicago
- Austin Hendy, Instituto Smithsoniano de Investigações Tropicais
- Steve Holland, Universidade da Geórgia
- Wolfgang Kiessling, Museum für Naturkunde
- Charles Marshall, Universidade da Califórnia, Berkeley
- Alistair McGowan, Universidade de Glasgow
- Arnie Miller, Universidade de Cincinnati
- Johannes Müller, Museum für Naturkunde
- Mark Patzkowsky, Universidade Estatal da Pensilvânia
- Hermann Pfefferkorn, Universidade de Pennsylvania
- Ashwini Srivastava, Instituto de Paleobotânica Birbal Sahni
- Alan Turner, Universidade John Moores
- Mark Uhen, Universidade George Mason
- Loïc Vilier, Universidade de Provenza
- Pete Wagner, Instituto Smithsoniano
- Xiaoming Wang, Museu de História Natural do Condado de Los Angeles
- Robin Whatley, Instituto Smithsoniano
- Scott Wing, Instituto Smithsoniano

## Instituições
Lista com algumas das instituições que participam:
- Geological Research Institute
- Bayerische Staatssammlung für Paläontologie und Geologie
- Universidade Beneditina
- Universidade de Binghamton
- Birbal Sahni Institute of Palaeobotany
- Museu Carnegie de História Natural
- Case Western Reserve University
- Colby College
- College of William and Mary
- Denver Museum of Nature and Science
- Museu Field de História Natural
- Universidade George Mason
- Universidade Harvard
- Museu de História Natural Húngaro
- Museum für Naturkunde
- National Center for Biotechnology Information
- Natural History Museum of Los Angeles County
- Universidade Estatal de Ohio
- Universidade Estatal da Pensilvânia
- Instituto Smithsoniano
- Instituto Smithsonian de Investigações Tropicais
- Universidade de Provenza
- Universidade da Califórnia em Berkeley
- Universidade da Califórnia em Santa Cruz
- Universidade de Chicago
- Universidade de Cincinnati
- Universidade da Flórida
- Universidade da Geórgia
- Universidade do Sul da Califórnia
- Universidade do Texas
- Universidade de Washington
- Universidade de Würzburg
- Universidade de Yale